# Craniophora kalgana
Craniophora kalgana är en fjärilsart som beskrevs av Max Wilhelm Karl Draudt 1931. Craniophora kalgana ingår i släktet Craniophora och familjen nattflyn. Inga underarter finns listade i Catalogue of Life.